# Catapyrenium boccanum
Catapyrenium boccanum är en lavart som först beskrevs av Servít, och fick sitt nu gällande namn av Breuss. Catapyrenium boccanum ingår i släktet Catapyrenium och familjen Verrucariaceae.   Inga underarter finns listade i Catalogue of Life.